# Командный чемпионат СССР по спидвею 1972

## Класс «А»
| М | Команда                    | Матч | Очки |
| - | -------------------------- | ---- | ---- |
| 1 | «Восток», г. Владивосток   | 14   | 24   |
| 2 | «Турбина», г. Балаково     | 14   | 20   |
| 3 | «Сибирь», г. Новосибирск   | 14   | 17   |
| 4 | «Локомотив», г. Даугавпилс | 14   | 12   |
| 5 | «Салют», г. Саратов        | 14   | 9    |
| 6 | «Нева», г. Ленинград       | 14   | 8    |
| 7 | «Радуга», г. Ровно         | 14   | 6    |
| 8 | «Башкирия», г. Уфа         | 14   | 0    |

## Класс «Б»

### Финал
| М | Команда                     | Матч | Очки |
| - | --------------------------- | ---- | ---- |
| 1 | «Жигули», г. Тольятти       |      |      |
| 2 | «Автомобилист», г. Кадиевка |      |      |
| 3 | «Центр», г. Москва          |      |      |
| 4 | «Автомобилист», г. Донецк   |      |      |

### 1 зона
| М | Команда                     | Матч | Очки |
| - | --------------------------- | ---- | ---- |
| 1 | «Автомобилист», г. Кадиевка | 10   |      |
| 2 | «Автомобилист», г. Донецк   | 10   |      |
| 3 | «Карпаты», г. Львов         | 10   | 12   |
| 4 | «Тайфун», г. Элиста         | 10   | 6    |
| 5 | «Электрон», г. Черкесск     | 10   | 6    |
| 6 | «Лтава», г. Полтава         | 10   | 2    |

### 2 зона
| М | Команда                    | Матч | Очки |
| - | -------------------------- | ---- | ---- |
| 1 | «Жигули», г. Тольятти      | 10   | 16   |
| 2 | «Центр», г. Москва         | 10   | 12   |
| 3 | «Урожай», г. Мелеуз        | 10   | 12   |
| 4 | «Салават», г. Салават      | 10   | 10   |
| 5 | «Кузбасс», г. Кемерово     | 10   | 10   |
| 6 | «Нефтяник», г. Октябрьский | 10   | 0    |

## Медалисты
| «Восток», г. Владивосток | А.Павлов, В.Зиганшин, О.Галяутдинов, В.Заплешный, Н.семенов, В.Жатько, В.Михайленко, С.Гаврилов, С.Виговский, В.Нестеров                             |
| «Турбина», г. Балаково   | Владимир Гордеев, Валерий Гордеев, В.Калмыков, А.Миронов, М.Краснов, В.Зотов, А.Журавлев, В.Никипелов, М.Гусев, Г.Куриленко, А.Миклашевский          |
| «Сибирь», г. Новосибирск | В.Пазников, Ю.Дубинин, В.Дубинин, В.Кочетов, А.Павлюченко, В.Яловенко, А.Ивченко, Б.Вихорев, А.Кочетов, О.Рахимов, В.Кузнецов, М.Клаус, С.Тарабанько |